# Talipariti schlechteri
Talipariti schlechteri är en malvaväxtart som först beskrevs av Carl Karl Adolf Georg Lauterbach, och fick sitt nu gällande namn av Paul Arnold Fryxell. Talipariti schlechteri ingår i släktet Talipariti och familjen malvaväxter. Inga underarter finns listade i Catalogue of Life.